# Karl von Schlözer

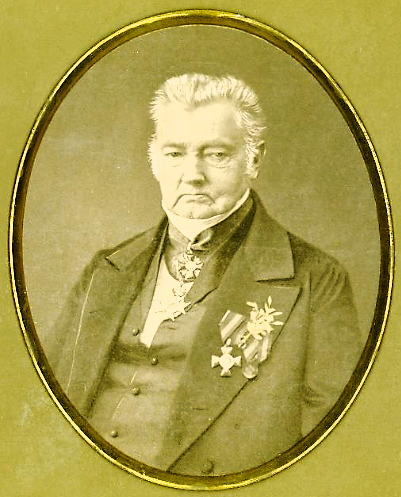
Karl von Schlözer, Daguerreotypie von Hermann Linde, 1857

Karl von Schlözer (* 28. Dezember 1780 in Göttingen; † 13. Februar 1859 in Lübeck) war ein russischer Konsul und Kaufmann zu Lübeck.

## Biographie
Karl Schlözer (nach der Verleihung des russischen Erbadels an seinen Vater 1804 Karl von Schlözer) war der jüngste Sohn des August Ludwig von Schlözer und seiner Ehefrau Caroline Friederike von Schlözer. Seine Schwester, Dorothea (von) Schlözer, erlangte 1787 als erste Frau in Deutschland den Titel Dr. phil. an der Universität Göttingen.
Er besuchte eine Schule in Eisleben und wechselte 1795 auf eine Oberschule in Göttingen. Ein Jahr später wurde er von seinem Vater, der beschlossen hatte, aus ihm einen gelehrten Kaufmann zu machen, auf das Gymnasium nach Gotha geschickt.
Ab dem 29. September 1797 absolviert er auf Vermittlung seiner zehn Jahre älteren Schwester Dorothea eine Kaufmannslehre in Lübeck. Sein Lehrmeister ist der Kaufmann Jacob Behrens, ein ehemaliger Buchhalter bei Mattheus Rodde, der als Dorotheas Ehemann Karls Schwager war. Hier blieb er fünf Jahre; ab 1806 ist er selbstständiger Kaufmann zu Lübeck.

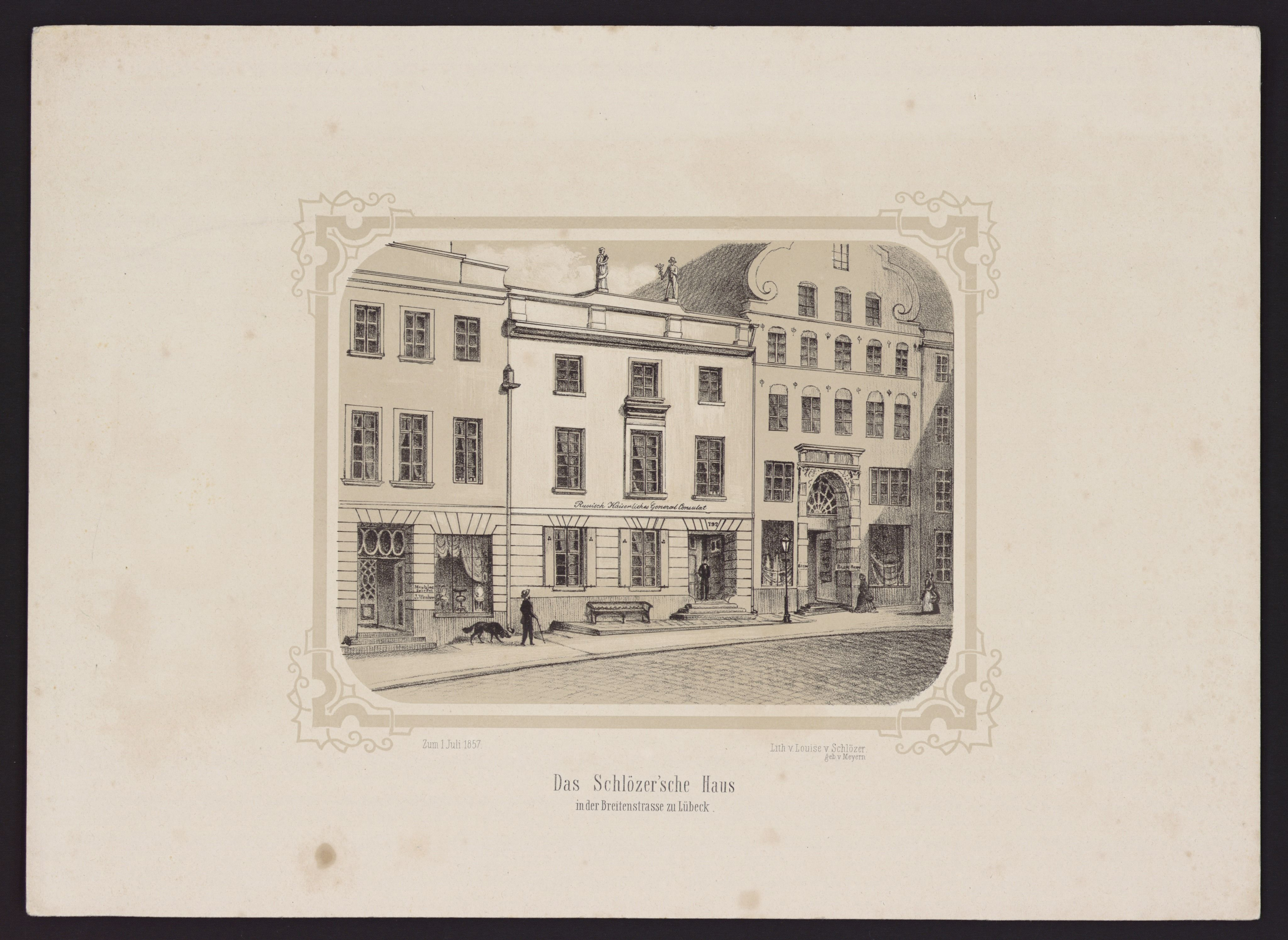
Schlözersches Haus, Breite Str. 45, Lithographie von Luise von Schlözer 1857

Durch eine Reise ins Baltikum und nach St. Petersburg vom Frühjahr bis November 1806 erhielt er gute Kontakte zu russischen Geschäftsleuten, so dass er sich schon 1810 das Haus Breite Straße Nr. 792 (nach französischer Zählweise, heute Nr. 45) in der Lübecker Innenstadt kaufen konnte.
Er heiratete am 1. Juli 1807 Friederike geb. Platzmann (* 1. Juli 1787; † 28. September 1873), eine Tochter von Conrad Platzmann. Aus der Ehe gingen die Kinder Nestor (1808–1899) russischer Staatsrat, Friederike (1814–1895) verheiratet mit Maximilian Winckler, Cäcilie (1820–1904) verheiratet mit Theodor Curtius, Bürgermeister zu Lübeck, sowie Kurd (1822–1894) preußischer Gesandter beim Vatikan, unverehelicht, hervor.
Gegen Ende der Lübecker Franzosenzeit musste Schlözer mit seiner Familie aus der Stadt flüchten. Er ging zunächst nach Eutin, dann nach Berlin und konnte zum Jahresende 1813 zurückkehren.
Von Schlözer führte seit 1810 den Titel Russischer Konsul und wurde 1834 Kaiserlicher russischer Generalkonsul. Eine ihm angetragene Wahl in den Lübecker Senat lehnt er ab.
1829 war er auf westlicher Seite die treibende Kraft bei der Eröffnung der Dampfschifffahrtslinie zwischen Lübeck und St. Petersburg durch Ludwig Stieglitz, die bis zur Eröffnung der Berlin-Stettiner Eisenbahn 1843 und der danach erfolgten Verlagerung des Handelswegs sehr erfolgreich war.
1838 wurde er in das Universal Lexicon des Concerts als Komponist und Pianoforte-Spieler eingetragen. Er komponierte in den 1820er Jahren Rondos, Phantasien sowie Gesänge und Lieder zu Werken von Klopstock und Goethe. 1842 veröffentlichte er Vertonungen von Gedichten Emanuel Geibels. Am meisten verbreitet wurde seine Vertonung von Goethes Erlkönig.

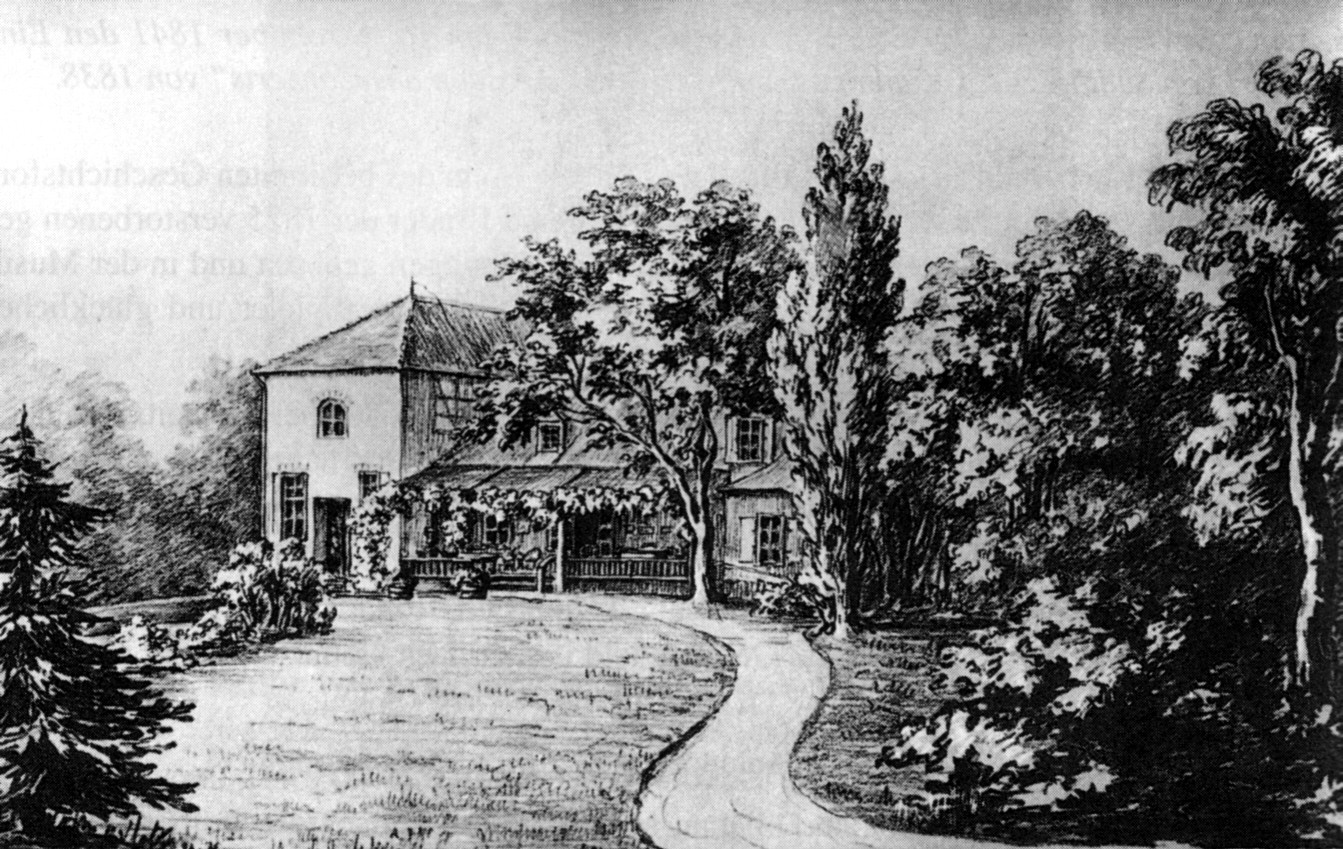
Schlözers Sommerhaus Karlshof

Als erfolgreicher Kaufmann zu Wohlstand gekommen, erwarb er 1845 bis 1850 vier Parzellen Land in der Israelsdorfer Feldmark (Lübeck) und errichtet dort eine Hofstelle. 1845 erbat er beim Lübecker Finanzdepartement, dieses Anwesen Carlshof nennen zu dürfen. Kurze Zeit später korrigierte er sich und bat um die Umbenennung in Karlshof. Unter dieser Bezeichnung wird der Besitz in das Lübecker Stadtbuch eingetragen. 1853 verkaufte er die Hofstelle, welche 1898 an die Stadt Lübeck fiel und von dort aus weiter verpachtet wurde. Aus diesem Siedlungskern entstand ab 1920 im Rahmen der Siedlungsbewegung der Lübecker Stadtbezirk gleichen Namens.
In seinen letzten Lebensjahren beschäftigte sich Schlözer mit historischen Studien zur Musik, zum Handel Lübecks mit Nowgorod sowie mit der Familiengeschichte. Der Lübecker Stadtbibliothek stiftete er das Schlözer-Denkmal, einen kunsthandwerklich gestalteten Schrank mit Schriften seines Vaters und seiner Schwester.

## Auszeichnungen
- Kaiserlich Russische Wladimirsmedaille, 1814
- Kaiserlich Russischer Orden der Heiligen Anna, 2. Klasse, 1817
- Kaiserlich Russischer Orden des Heiligen Wladimir, 4. Klasse, 1827
- Komturkreuz des Herzoglich Sachsen-Ernestinischen Hausordens, 1836
- Ehrendoktor der Juristischen Fakultät der Universität Göttingen, 1857

## Werke
- [Chorsätze]: für drei Männerstimmen ohne Begleitung. 10tes Werk, Hamburg: Cranz o. J. (Digitalisat, Stadtbibliothek Lübeck)
- Drey Gedichte von E. Geibel: Op. 18 ; No 11 der Gesangstücke in Musik gesetzt mit Pianoforte-Begleitung. Lübeck: Borchers 1842
- Hans Rothe (Hrsg.): Petersburger Briefe: an drei Zarenhöfen, 1835–1836, 1857–1862, 1886. Karl sen. – Kurd – Karl jun. von Schlözer. Langen Müller, München 1997 (Deutsche Bibliothek des Ostens) ISBN 3-7844-2680-8